# 降下理論 (圏論)
降下理論（こうかりろん）は、数学の一分野である圏論の定理であり、集合のすべての前層が標準的な方法で表現可能な前層の極限であると主張している。

## 概要
たとえば、定義上、複体集合はシンプレックス圏Δの前層であり、表現可能な複体集合は正確には次の形式になる。 {\displaystyle \Delta ^{n}=\operatorname {Hom} (-,[n])} （標準のn複体と呼ばれる）。したがって、各単純な集合Xについて、定理は次のように述べている。
{\displaystyle X\simeq \varinjlim \Delta ^{n}}
ここで、colimはXによって決定される添字の圏上を決定する。